# 'Patafysica

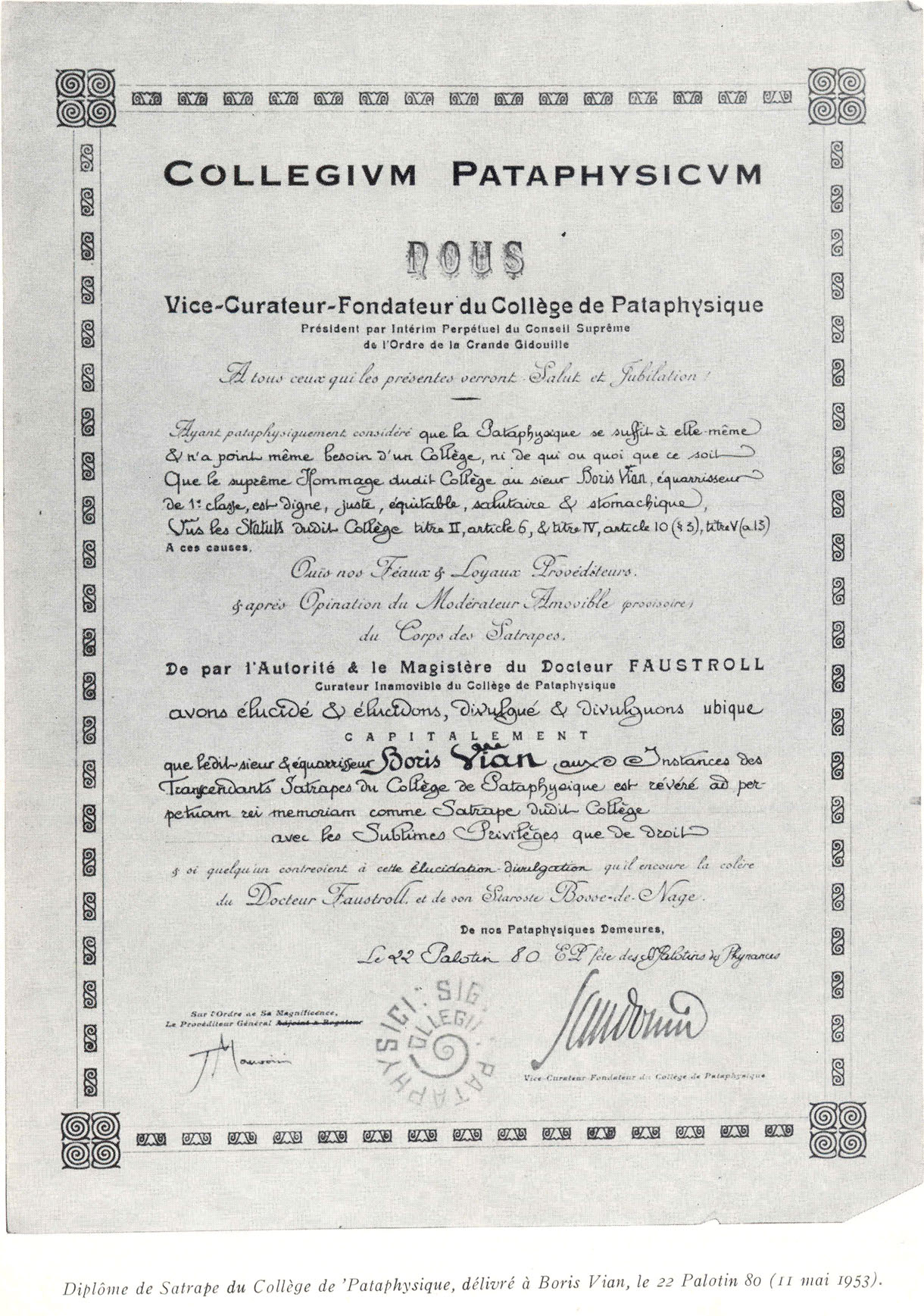
Diploma van het Collegium Pataphysicum

 'Patafysica is een absurdistische parodie op de moderne wetenschap, die met onzinredeneringen filosofeert over wat achter de metafysica ligt. Het concept werd bedacht door de Franse schrijver Alfred Jarry (1873–1907). Volgens Jarry komt de 'patafysica voort uit de leer van Oud-Griekse natuurfilosofen als Hippocrates van Chios.

## Herkomst
Jarry was al bezig met de ontwikkeling van de 'patafysica toen hij op de middelbare school zat. De 'patafysica is ongetwijfeld een als parodie bedoelde variant op de metafysica, de wetenschap boven de wetenschappen. Mogelijk verwijst 'patafysica ook als woordgrap naar zijn natuurkundeleraar Hébé, het model voor zijn latere toneelstukken over Père Ubu. In het Frans kun je 'pataphysique', opvatten als 'pas ta physique' (niet jouw fysica). Jarry scherpte zijn theorie van de 'patafysica aan tijdens zijn lessen bij de filosoof Henri Bergson.

## Faustroll
"Doctor Faustroll" is een fictieve figuur met een groene snor en een gele huid, gecreëerd door de Franse schrijver Alfred Jarry. Deze definieert in het geschrift Elementaire patafysica, de 'patafysica als volgt: "De 'patafysica is de wetenschap van de denkbeeldige oplossingen, die op symbolische wijze aan schetsen de eigenschappen toekent van de door hun schijn beschreven objecten." In zijn boek Handelingen en opvattingen van doctor Faustroll, patafysicus, neo-wetenschappelijke roman probeert Jarry via zijn romanfiguur uit te leggen wat deze wetenschap inhoudt.

## Trivia
- In het nummer "Maxwell's Silver Hammer" op het album Abbey Road van de Beatles  staat "Pataphysical science" in de tekst
- De Soft Machine hebben op hun album Volume Two in de eerste track Rivmic Melodies twee onderdelen met de titel Pataphysical Introduction (part I en part II).